# Wolfegg
Wolfegg è un comune tedesco di 3 857 abitanti situato nel land del Baden-Württemberg gemellato dal 1986 con il Comune di Colico (Provincia di Lecco).

## Architetture e opere d'arte
- Castello di Wolfegg
- Chiesa parrocchiale di Santa Caterina
Una delle più sontuose chiese barocche dall'Alta Svevia. Fu costruita tra il 1733 e il 1736 dall'architetto Johann Georg Fischer, mentre al decoro interno hanno lavorato lo stuccatore Johannes Schütz, il pittore (affreschi) Franz Anton Erler su disegni di Franz Joseph Spiegler e Caspar de Crayer (altare, 1660). L'organo barocco è stata l'unica opera pervenutaci di Jacob Hör, un allievo di Joseph Gabler. Dal 1620,tra il mercoledì delle Ceneri e il Sabato santo, viene esposta nella chiesa la Tela della Passione di Wolfegg

All'interno della biblioteca, presente nel castello, fino al 2001 erano custoditi in un faldone di proprietà del cosmografo rinascimentale Johannes Shoner, i dodici stacchi componenti il grande planisfero a stampa (Universalis Cosmographia Secundum Ptholomaei Traditionem et Americi Vespucii aliorumque Lustrationes) realizzato nel 1507 dal cosmografo Martin Waldsemmuller; la prima carta geografica a registrare sul territorio del Nuovo Mondo il toponimo America.
- Chiesa parrocchiale di San Giacomo il Maggiore, in una frazione di Rötenbach.
 Sull'affresco del soffitto, opera del 1944 del pittore August Braun, di Wangen im Allgäu, dev'essere raffigurato Adolf Hitler con gli occhiali.[2]

### Galleria d'immagini

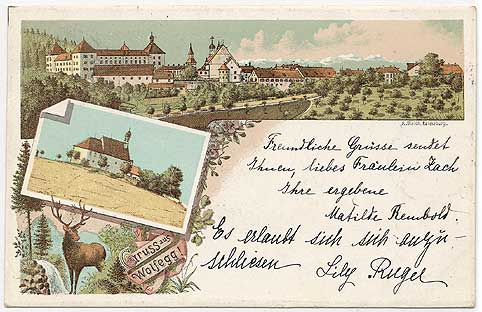
Castello di Wolfegg chiesa parrocchiale (immagine grande) e cappella di Loreto (immagine piccola) intorno al 1900
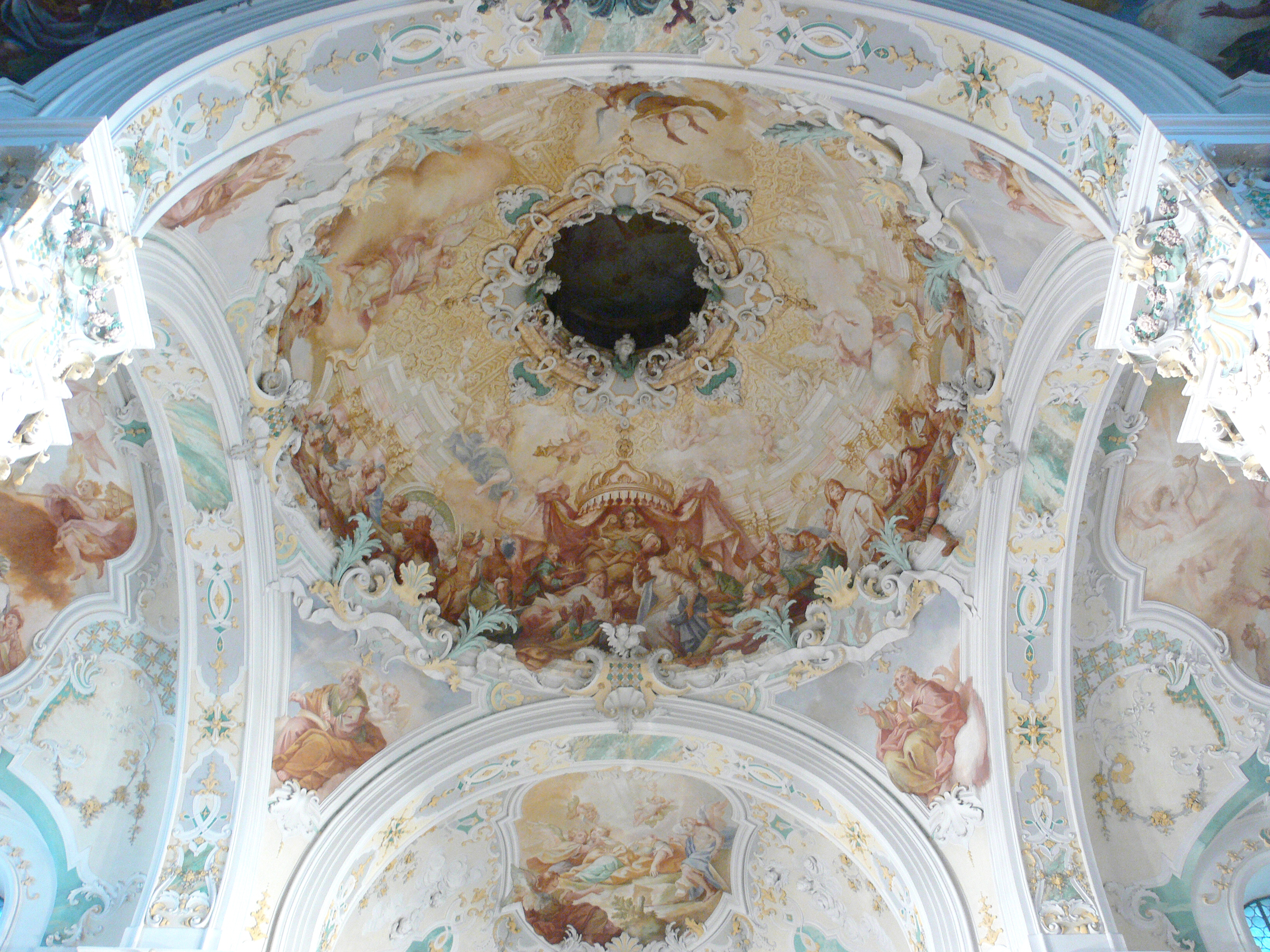
Veduta della cupola del coro nella chiesa parrocchiale di Santa Caterina
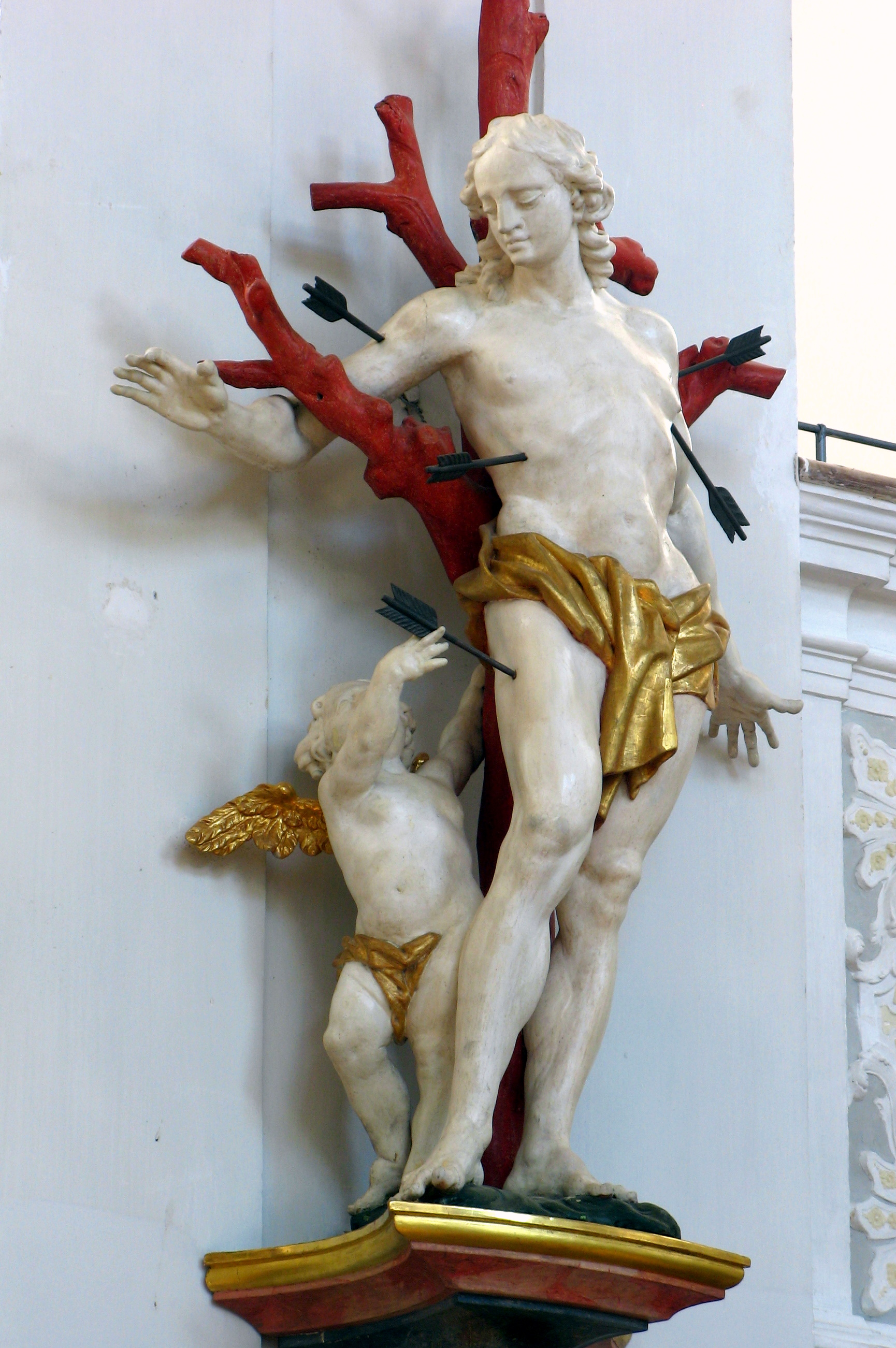
San Sebastiano, opera dello scultore Anton Sturm, nella chiesa parrocchiale di Wolfegg

## Amministrazione

### Gemellaggi
- Colico